# Gio Batta Morassi
Gio Batta Morassi (eigentlich Giovanni Battista Morassi; * 2. Juli 1934 in Arta Terme; † 27. Februar 2018) war ein italienischer Geigenbauer.
Morassi besuchte von 1951 bis 1955 die Geigenbauschule von Cremona und war dort Schüler von Giuseppe Ornati und Ferdinando Garimberti. Er unterrichtet dann nach seiner Militärzeit selbst Geigenbau in Cremona. 1971 wurde er Geigenbaumeister; 1980 gründete er die Associazione Liuteria Italiana, eine Gesellschaft, der sowohl Geigenbauer und Wissenschaftler als auch Musiker und Musikliebhaber angehören und die die Zeitschrift Liuteria, Musica, Cultura herausgibt.
Seine eigenen Forschungen auf dem Gebiet der Materialkunde und der Konstruktion führten zu Instrumenten, die international geschätzt sind. Seiner Werkstatt entstammen sowohl Geigen als auch Bratschen und Celli. Die Geigenbautradition wird von seinem Sohn Simeone Morassi und seinem Neffen Giovanni Battista Morassi fortgesetzt.